# Quetzal resplendissant
Pharomachrus mocinno
Espèce
Statut de conservation UICN

 NT  : Quasi menacé
Statut CITES
Le quetzal resplendissant (Pharomachrus mocinno) est une espèce d'oiseau de la famille des Trogonidae.

## Aspect

emblème du Guatemala

Il figure sur les armoiries du Guatemala, dont il est l'oiseau national, et donne son nom à la monnaie du pays, le quetzal.
Cet oiseau mesure environ 40 cm (sans compter les plumes sous-caudales du mâle qui atteignent un mètre de long), il a un poids de 180 à 210 gr et se reconnaît à première vue à la huppe de plumes effilochées qui surmonte sa tête et au développement des couvertures caudales, qui n'atteignent leur taille maximale qu'à l'âge de quatre ans et le font ressembler à un oiseau du paradis.
Le mâle ː
Sa couleur dominante est le vert émeraude. Le ventre est rouge, les rémiges noires et les rectrices externes blanches. Sa queue peut mesurer plus de 50 cm. Sur la tête du mâle, se situent deux sortes de disques de plumes dressés à la verticale, autour de ses yeux. Ils forment une courte crête en se rejoignant sur sa calotte. Le bec du mâle, un peu caché par ses plumes, est jaune tandis que celui de la femelle est noirâtre. 
La femelle ː
La femelle est différente avec un plumage plus terne et la queue plus courte. Les parties supérieures, la gorge et le haut de la poitrine sont vertes, ainsi que les grandes couvertures alaires et les sus-caudales assez longues. Les rémiges primaires sont noirâtres avec des vexilles externes chamois. Les sus-caudales sont noirâtres.

Sur les parties inférieures, le bas de la poitrine et le haut de l’abdomen sont gris chamoisé. Le bas de l’abdomen et les couvertures sous-caudales sont rouges. Les rectrices sous-caudales sont très nettement barrées de gris-noir et de blanc. La tête est vert-bronze. Le bec est noirâtre à jaune.

### Oiseau mythique des Mayas et des Aztèques
Pour les Mayas et les Aztèques, le quetzal était un oiseau sacré, dont les plumes étaient très prisées. Les élites mésoaméricaines se faisaient confectionner des panaches avec les plumes caudales dont les mâles sont pourvus. Elles voyaient dans cet oiseau la réincarnation de leur dieu, Quetzalcóatl pour les Aztèques, Kukulkan pour les Mayas,.
- Divers quetzal

"Divers
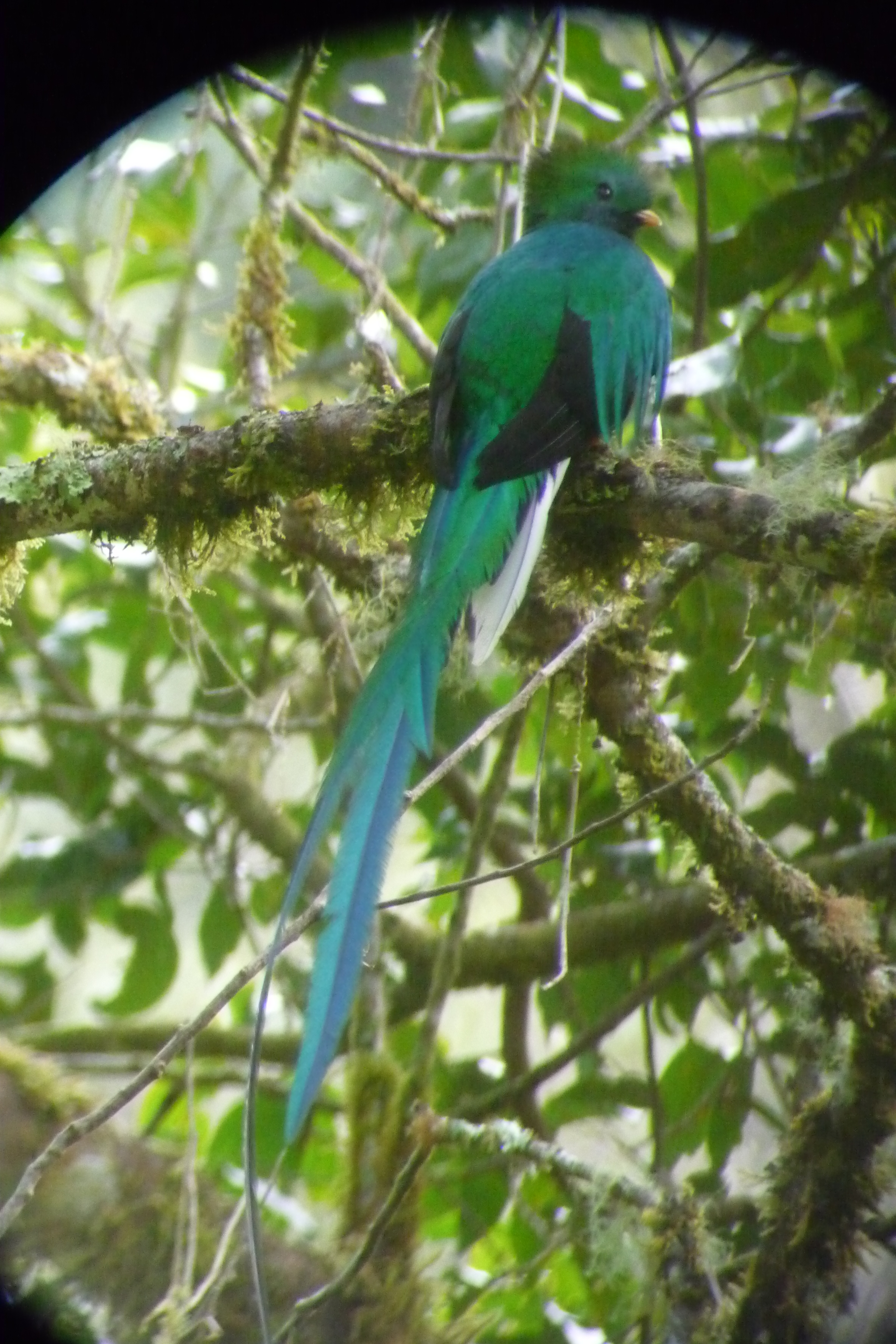
Quetzal resplendissant, au Guatemala.
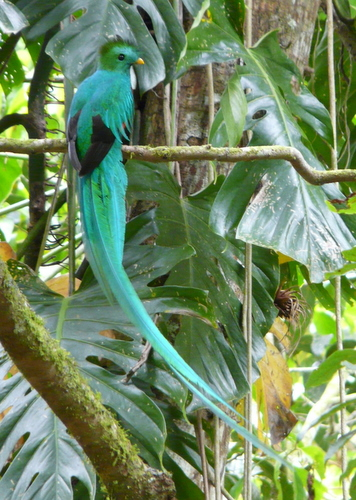
Quetzal resplendissant, au Panama.
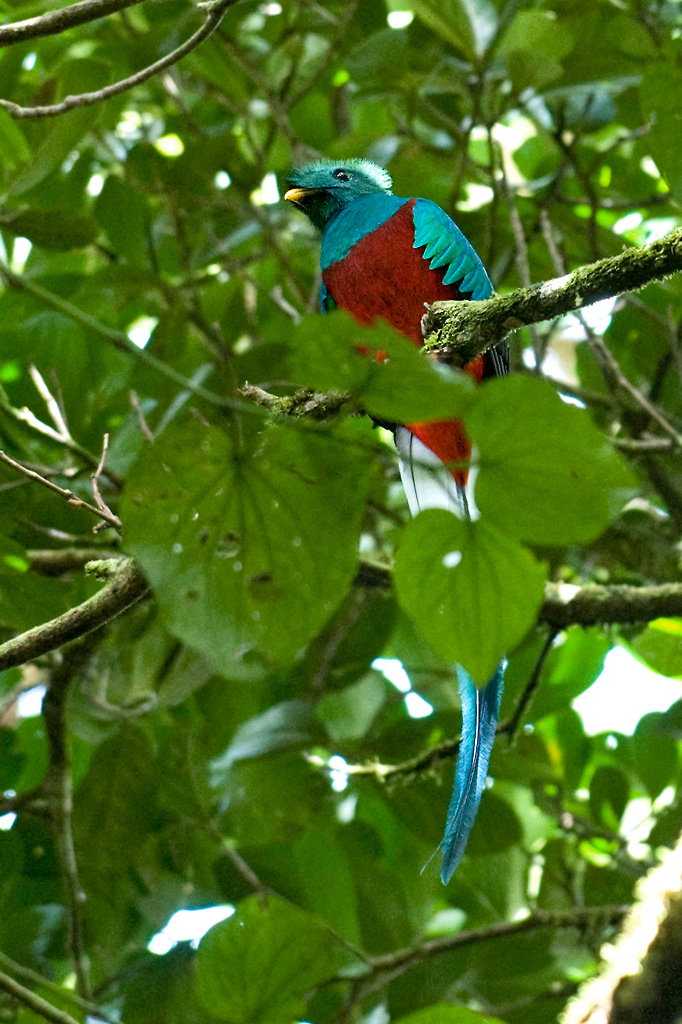
Quetzal resplendissant, au Costa Rica.

## Comportement des oiseaux exotiques
Les oiseaux exotiques fascinent les passionnés de nature et d’aventure, et pour cause : leurs couleurs éclatantes, leur chant envoûtant et leur comportement souvent captivant en font des créatures admirées à travers le monde.

### Comportement
Le Quetzal resplendissant n'est pas un migrateur au long cours, mais suit les saisons de la végétation. Encore commun dans les régions restées sauvages, le quetzal passe le plus clair de son temps dans les arbres très feuillus où il reste perché sur les branches basses, presque immobile, tournant de temps à autre la tête de droite et de gauche, ou encore ouvrant et refermant sa queue qui pend presque verticalement.

### Habitat
Il est répandu dans les forêts humides de montagne, séjournant habituellement entre 2 000 et 2 700 m. Il aime l'altitude, on le trouve plutôt à partir de 1 200 m, très rarement en-dessous. Au Mexique dans le nord des Chiapas, il navigue entre 900 et 2 350 m, au nord du Guatemala il peut monter à plus de 3 000 m.

### Alimentation
Quand cet oiseau aperçoit un fruit mûr, il va le cueillir en voletant sur place, puis retourne sur son perchoir. Son régime est d'abord frugivore, les Lauraceae sont le fil nourrissier du Quetzal, il consomme essentiellement des avocats sauvages. On l'a souvent observé cueillir les fruits en concurrence avec des toucanets, ces derniers chassant les quetzals des arbres.

### Chant et cris
Le quetzal fait entendre des sons divers, parmi lesquels un sifflement étouffé dont l'intensité augmente graduellement pour diminuer ensuite. On l'entend souvent lancer un koy-koy-koy-koy qui se transforme en kwah-kwah-kwah rapides et à intervalles réguliers, ressemblant un petit peu à l'aboiement d'un chiot. Ils se regroupent parfois en petite bande de 5 à 6 individus pour lancer un aiy-aiy-aiy aigu qui peut servir de cri d'alarme ou d'avertissement. Lorsqu'ils sont ensemble, Monsieur et Madame émettent un wee-wee-wee monotone en présence d'un intrus ou d'un danger.

### Reproduction
Étant monogame, lors de la parade nuptiale, le mâle attire l'attention de la femelle en volant de manière spectaculaire au-dessus de la voute des arbres et en émettant des appels sonores évoquant une poule affolée. La période de reproduction mars-avril au Mexique, dans les Chiapas peut se reproduire en juillet, mai-juin au Salvador, mars à mai au Guatemala et de mars à juin au Costa Rica où il peut faire deux couvaisons.

## Sous-espèces
Cet oiseau est représenté par deux sous-espèces :
- Pharomachrus mocinno mocinno De la Llave, 1832 : du sud du Mexique à travers la sierra Madre de Chiapas jusqu'au nord du Nicaragua ;
- Pharomachrus mocinno costaricensis Cabanis, 1869 : cordillère de Talamanca (600 à 900 couples actuellement au Costa Rica).

– Environ 400 espèces d’oiseaux ont été observées, dont les emblématiques quetzal resplendissant et le solitaire à face noire.

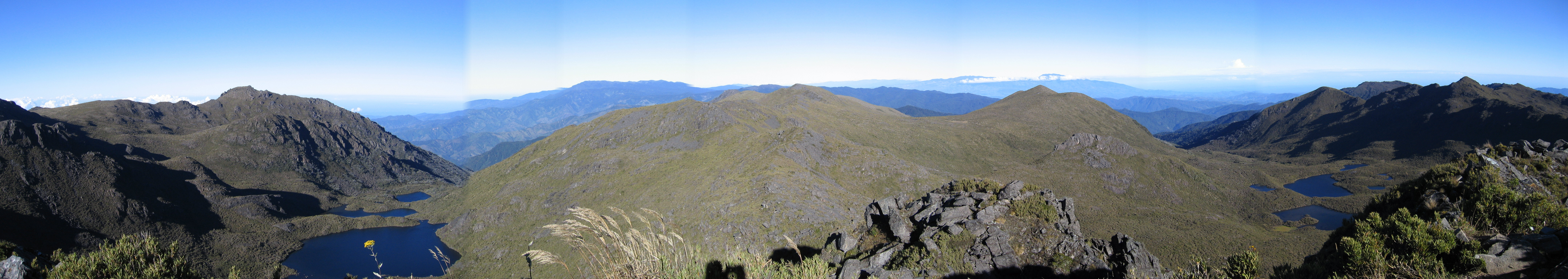
Vue panoramique de la cordillère avec le Cerro Chirripó au centre.